# Josef Ugarte
Josef hrabě Ugarte (27. října 1804 Brno – 27. července 1862 Schönau an der Triesting) byl moravský šlechtic z původně aragonského rodu Ugartů, velkostatkář a politik, v letech 1861–1862 poslanec Říšské rady a Moravského zemského sněmu.

## Životopis
Narodil se jako syn hraběte Maximiliana Ugarteho a jeho ženy Gabriely von Lützow. Po smrti svého děda Johanna Ugarteho a jeho bezdětného bratra Aloise v roce 1817 zdědil panství v Jevišovicích a po dosažení plnoletosti v roce 1829 se ujal jeho správy.
Jeho strýcem byl hornorakouský a později moravskoslezský gubernátor Alois Ugarte.
Do roku 1849 působil v diplomatických službách. Reprezentoval Rakousko v Petrohradě, Karlsruhe (1840–1844) a Stuttgartu (1844–1848). V roce 1859 koupil statky v Sollenau a Schönau an der Triesting v Dolním Rakousku. V 50. letech se věnoval Jevišovicím, kde si získal popularitu podporou místního školství, chudých a na vlastní náklady nechal zbudovat městský vodovod. Po zřízení obecní samosprávy zastával také úřad místního starosty. Patřilo mu rovněž panství Pavlice.
Po obnovení ústavnosti se v roce 1861 stal poslancem Říšské rady a Moravského zemského sněmu. Sympatizoval se Stranou konzervativního velkostatku. Již v roce 1862 ale zemřel po pádu z koně.
Byl dvakrát ženatý. Poprvé se oženil 15. ledna 1843 s Helenou von Stackelberg (20. 8. 1820 – 12. 2. 1843), která ale zemřela pouhý měsíc po svatbě. V roce 1845 se jeho druhou manželkou stala Elizabeth von Rochow-Briest (14. 5. 1822 – 26. 8. 1896), s níž měl tři děti:
- 1. Gabriela (11. 6. 1848 – 29. 1. 1935), manž. 1866 hrabě Carlo Lovatelli (1843–1892)
- 2. Maximilián (13. 5. 1851 – 3. 2. 1875 Sanremo)[3] poslední mužský člen rodu Ugartů, jeho smrtí vymřel rod po meči, panství zdědily obě jeho sestry
- 3. Anna (1. 5. 1855 – 1905), manž. 1875 Hector Baltazzi (21. 9. 1851 Konstantinopol – 2. 1. 1916 Vídeň), trojnásobný vítěz Velké Pardubické v letech 1881, 1883 a 1887.